# Белфаст Селтик
„Белфаст Селтик“ ФК (на английски: Belfast Celtic Football Club) е ирландски, а по-късно северноирландски футболен клуб от столицата Белфаст, Северна Ирландия. Основан през 1891 година и съществувал до 1949 година. Един от най-успешните клубове в Ирландия до своя изход от Ирландската лига през 1949 година. Възобновен през 2019 година от отбора на „Спорт & Лежър Суифтс“ от Балимена и играе домакинските си срещи на стадион „Глен Роуд Хайтс“. Отборът играе в Провинциална футболна лига (4 ниво на местния футбол).

## История
Клубът е основан през 1891 година и първаначално носи името „Селтик“ (на английски: Celtic) заради едноименния клуб само три години след приятелите им от Глазгоу, с намерението „да имитират своите шотландски колеги по стил, игра и благотворителност“. Присъединяват се към Ирландската лига през 1896/97 година, а печелят първата си титла три години по-късо през 1900-тната година, побеждавайки Линфийлд с минимален резултат. През 1901 година клубът сменя името си на „Белфаст Селтик“. Домашният стадион на клуба е „Селтик Парк“, разположен в западен Белфаст, известен сред феновете като „Рай“ (Paradise).
През 1920-те години Ирландия е залята от вълна от насилие, след което следва войната за независимост и разделението на Ирландия. Насилието се разпространява и на футболните стадиони, поради което през 20-те година на 20 век „Белфаст Селтик“ е принуден да излезе от шампионата, въпреки че е на разстояние от една победа до спечелването му през този сезон. Ескалацията на напрежението настъпва в мач срещу „Клифтънвил“ за Купата на Ирландия, който е прекратен, след като феновете на Селтик започват да хвърлят камъни по съперника. Привържениците на Селтик са виновни и глобени въпреки че мачът се играе на неутрален терен, след което отборът решава да се оттегли от лигата. Същото правят и отборите от Дъблин – „Бохемианс“ и „Шелбърн“. Отборът се завръща в шампионата едва през 1924 година. Привържениците на „Белфаст Селтик“ се е състояла само почти от ирландски националисти.
Въпреки това, до началото на Втората световна война „Белфаст Селтик“ се състезава достатъчно успешно. Първенството вече не е същото, защото северната част на Ирландия се е превърнала в държава – Северна Ирландия. В първия си сезон след завръщането си завършват трети, но след това започват да печелят титла след титла в четири сезона подред (1925/26, 1926/27, 1927/28 и 1928/29). През 30-те години отборът става шест пъти шампион (през сезоните 1932/33, 1935/36, 1936/37, 1937/38, 1938/39 и 1939/40). Това е златният период на отбора, който по това време е един от най-силите не само във Великобритания, но и в света. В отбора играят Илиша Скот (легендарен вратар на „Ливърпул“), Бърти Фултън – защитник, играл за Великобритания на Олимпийските игри през 1936 година, Сами Кърън (вкарал над 170 гола за клуба) и Джими МакАлиндън (считан за еди от най-добрите играчи раждали се някога в Белфаст).
На „Boxing Day“ през 1948 година „Белфаст Селтик“ играл с „Линфийлд“ (най-големия протестантски клуб) на „Уиндзър Парк“. „Селтик“ пводи почти през по-голямата част от мача, но в последната минута „Линфийлд“ изравнява резултата. Феновете на Линфийлд нахлуват на футболното поле и атакуват футболистите на „Селтик“, централния нападател Джими Джоунс е изритан и изпада в безсъзнание със счупен крак, докато МакАлиндън и Лоулър са пребити. Полицията не предприема нищо за да предотврати този инцидент. По ирония на съдбата Джоунс е протестант както и шестима други играчи на „Белфаст Селтик“, включително капитанът Хари Уокър. След мача привържениците пишат до местия вестник в знак на солидарност с отбора на Селтик. Проблемът за отбора не е в нахлулите фенове, а защо въобще са допуснати до мача.
По това време Кралската канцелария на Ълстър е 100% протестантска, и това че не защитават католическия Белфаст Селтик не изненадва никого. Скоро клубът решава да напусне лигата, този път за постоянно.
През 1949 година клубът тръгва на турне из САЩ. В същата тази година става конфликтът в съвета на директорите на клуба, а стадион „Селтик Парк“ е продаден. Клубът излиза от всички официални турнири, но продолжава да играе приятелски мачове, в това число победния мач против Шотландия в САЩ през 1949 година и мач против „Селтик“ на 17 май 1952 година. Последният приятелски мач на „Белфаст Селтик“ е на 24 юни 1960 година в Коулрейн.
Стадионът на клуба функционира до 1980 година в качеството на арена за кучешки надбягвания – хрътки. След това е съборен. На неговото място е построен търговски център, на който е поставена табела, напомняща за това, че по-рано на това място е играл „Белфаст Селтик“. Така също в търговския център е открит неголям музей на клуба.
„Белфаст Селтик“ влиза в четворката на клубовете с най-висока посещаемост в домакинските си мачове в Ирландската лига (другите са „Линфийлд“, „Дистилъри“ (в сега – „Лисбърн Дистилъри“) и „Гленторан“).
„Спорт & Лежър Суифтс“ се опитва да съживи легендата за великия клуб. Това е отбор играещ в полупрофесионалното трето ниво, който прие името „Белфаст Селтик“. От Келтското дружество сформирано през 2003 година от бивши фенове и пазители на името и историята на клуба, твърдят че нямат абсолютно нищо общо със „Спорт & Лежър Суифтс“.
Този тим излезе на терена за първия си мач със старото си име, но след това започа да играе като Белфаст Селтик. Те избраха да възкресят „Големия стар отбор“, като поеха всичи позитиви и негативи оттова. Сега тимът се подвизава в град Балимена и Провинциална футболна лига, което е четвъртото ниво на местната футболна лига.

## Успехи

### Първи отбор
- Ирландската лига:
  -  Шампион (14): 1899/1900, 1914/15, 1919/20, 1925/26, 1926/27, 1927/28, 1928/29, 1932/33, 1935/36, 1936/37, 1937/38, 1938/39, 1939/40, 1947/48
- Купа на Ирландия: (след 1921 Купа на Северна Ирландия)
  -  Носител (8): 1917/18, 1925/26, 1936/37, 1937/38, 1940/41, 1942/43, 1943/44, 1946/47
- Градска купа:
  -  Носител (11): 1905/06, 1906/07, 1918/19 (поделена с „Гленторан“), 1925/26, 1927/28, 1929/30, 1930/31, 1932/33, 1939/40, 1947/48, 1948/49
- Златна купа:
  -  Носител (6): 1911/12, 1925/26, 1934/35, 1938/39, 1939/40, 1947/48
- Щит на графство Антрим:
  -  Носител (7): 1894/95, 1926/27, 1935/36, 1936/37, 1938/39, 1942/43, 1944/45
- Благотворителна купа на Белфаст:
  -  Носител (11): 1903/04, 1909/10, 1911/12, 1919/20, 1925/26 (поделена), 1931/32, 1935/36 (поделена), 1936/37, 1938/39, 1939/40, 1940/41
- Междуградска купа на Дъблин и Белфаст:
  -  Носител (1): 1947/48 (титлата е поделена с „Дистилъри“)
- Лига на Белфаст и околностите:
  -  Шампион (1): 1918/19
- Северна регионална лига:
  -  Шампион (4): 1940/41, 1941/42, 1943/44, 1946/47
- Златна купа:
  -  Носител (4): 1940/41, 1943/44, 1945/46, 1946/47

### Резервен отбор
- Промеждутъчна лига на Ирландия:
  -  Шампион (7): 1916/17†, 1917/18†, 1931/32†, 1933/34†, 1934/35†, 1935/36†, 1936/37†
- Промеждутъчна купа на Ирландия:
  -  Носител (5): 1913/14†, 1934/35†, 1935/36†, 1936/37†, 1939/40†
- Купа Стил енд Санс:
  -  Носител (5): 1912/13†, 1916/17†, 1917/18†, 1934/35†, 1935/36†
- Купа МакИлрой:
  -  Носител (7): 1916/17†, 1932/33†, 1934/35†, 1935/36†, 1936/37†, 1942/43†, 1943/44†

† Титлите са спечелени от отбора на „Белфаст Селтик II“.

## Известни играчи
| - Том Ахърн - Луис Буукмен - Бърти Фултън - Томи Брийн - Джеки Браун - Джеки Коултър - Сами Карън - Мики Хамил - Анди Кенеди - Джими МакАлиндън - Били МакМилън - Патрик О’Конъл - Илиша Скот - Винсънт Морисън | - Албърт Едуард (Нед) Уир - Чарли Тъли - Джеки Върнън - Джими Джоунс - Джони Кямбъл - Рон Грийнууд - Джордж Кей - Джон Фийнън - Мик О’Фланаган - Оскар Трейнър - Робин Лоулър - Уили МакСтей - Джери МакАлуун |

## Известни треньори
- Илайджа Скот: 1934 – 1949